# James Van Allen

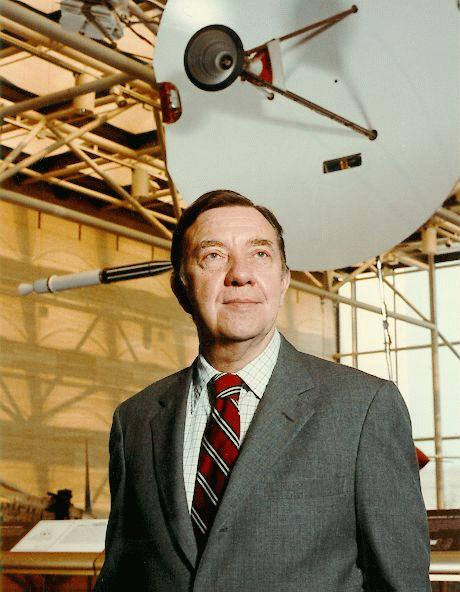
James Van Allen

James Alfred Van Allen (Mount Pleasant, Iowa, 1914. szeptember 7. – Iowa City, 2006. augusztus  9.)  amerikai fizikus.

## Életpálya
1935-ben az Iowa Egyetem elvégzése után 1939-1942 között a Carnegie Institute, 1942-től a második világháborúban az USA Haditengerészeténél folytatott haditechnikai kísérleteket. 1946-1950-ig a Johns Hopkins Egyetem, 1951-1952-ben Iowa Egyetem tanára, 1953-1954-ben a Princetoni Egyetem munkatársa. 1939-ben professzor. A kozmikus sugárzás tanulmányozására 1949-1957 között több expedíciót vezetett. 1955-ben javasolta, hogy fejlesszenek ki egy tudományos műhold kutatási programot. 1957-1958 között a nemzetközi geofizikai év (NGÉ) kozmikus sugárzási kutatásaiban irányító szerepet vitt. A Szputnyik–1 űrkísérlet hatására felbocsátott Explorer–1 elsődleges célja a kozmikus sugárzás mérése volt, és lehetőleg a dr. James Van Allen által megjósolt, a Földet övező sugárzási öv jelenlétének kimutatása. A tudományos siker hatására további űrprogramokban vett részt. 1985-ben visszavonult az egyetemi oktatástól.

## Elismerései
- Az USA Nemzeti Tudományos Akadémiájának tagja.
- elnevezték róla a Van Allen sugárzási övezetet, miután 1958-ban az  Explorer–1  felfedezte, az Explorer–3 pedig megerősítette elképzelését a Föld sugárzási övezetéről.
- 1960-ban a Time magazine az év emberének (Man of the Year) választotta.
- 1962-ben Guggenheim-díjat kapott.
- 1977-ben William Bowie-éremben részesült.[1]
- 1989-ben a munkásságát Crafoord-díjjal jutalmazták.[2][3]